# Lucien Godeaux
Lucien Auguste Godeaux (* 11. Oktober 1887 in Morlanwelz; † 21. April 1975 in Lüttich) war ein belgischer Mathematiker.

## Leben
Godeaux besuchte das Athenäum in Ath und studierte ein Jahr auf der Bergbauakademie (Ecole des Mines) in Mons, bevor er an der Universität Lüttich Mathematik und Naturwissenschaften studierte mit der Promotion 1911. Mit einem Stipendium besuchte er danach die Universität Bologna (bei Federigo Enriques), Göttingen und Paris (bei Émile Picard). 1914 war er wieder in Belgien und unterrichtete nach Ableistung des freiwilligen Militärdienstes bei der Artillerie an der Königlichen Militärakademie. 1920 wurde er außerordentlicher Professor und 1925 Professor an der Universität Lüttich. 1958 wurde er emeritiert.
Er befasste sich besonders mit Algebraischer Geometrie und war hier von der italienischen Schule (Federigo Enriques u. a.) beeinflusst. Insbesondere entwickelte er die Theorie von Involutionen auf algebraischen Flächen, und spezielle algebraische Flächen sind nach ihm benannt. Von ihm stammen über 1200 Veröffentlichungen und mehrere Lehrbücher. Ein weiteres Arbeitsgebiet war projektive Differentialgeometrie. Er befasste sich auch mit Mathematikgeschichte in Belgien.
1921 gründete er mit Théophile de Donder und Alfred Errera die Belgische Mathematische Gesellschaft, deren Vorsitzender er von 1931 bis 1933 war. Von der Gründung 1948 bis 1966 war er Vorsitzender des Centre Belge de Recherches mathématiques / Belgisch Centrum voor Wiskundig Onderzoek (Belgisches Zentrum für Mathematische Forschung). Er war Vorsitzender des belgischen Nationalkomitees für Logik, Geschichte und Philosophie der Wissenschaften, Mitglied der Königlichen Akademie der Wissenschaften und Schönen Künste von Belgien in Brüssel und der Königlichen Gesellschaft der Wissenschaften von Lüttich. Außerdem war er Mitglied der spanischen, niederländischen, französischen, italienischen und polnischen mathematischen Gesellschaften und Mitglied der Akademien von Padua, Bukarest, Lima, Mailand und Bordeaux.
1940 erhielt er den Poncelet-Preis des Institut de France und 1950 den Tienjaarlijkse prijs voor wiskunde. Er war Ehrendoktor der Universitäten von Bordeaux, Brüssel, Clermont-Ferrand, Lille, Aix-Marseille, Dijon und Bologna.

## Schriften
- Les transformations birationnelles du plan, 1927
- La Géométrie, 1931
- Leçons de géométrie projective, Paris: Hermann 1933
- Questions non résolues de géométrie algébrique : les involutions de l’espace et les variétés algébriques à trois dimensions, 1933
- Les surfaces algébriques non rationnelles de genres arithmétique et géométrique nuls, Paris: Hermann 1934
- La théorie des surfaces et l’espace réglé (géométrie projective différentielle), 1934
- Les transformations birationnelles de l’espace, 1934
- Les involutions cycliques appartenant à une surface algébrique, Paris: Hermann 1935
- Les géométries, Paris: A. Colin, 1937
- Observations sur les variétés algébraiques à trois dimensions sur lesquelles l’opération d’adjonction est périodique, 1940
- Sur la structure des points unis des homographies cycliques du plan, Brüssel : Palais des académies 1941
- Introduction à la géométrie supérieure, 1946
- Analyse mathématique, 1946
- Les géométries cayleyennes et les univers d’Einstein et de De Sitter, Lüttich 1947
- Géométrie algébrique, 2 Bände, Lüttich: Sciences et Lettres 1948, 1949 (Band 1: Transformations birationnelles et géométrie hyperespatielle, Band 2: Géométrie sur une courbe algébrique, du plan)
- Correspondances entre deux courbes algébriques, Paris: Gauthier-Villars 1949
- Leçons de geometrie analytique à trois dimensions
- Esquisse d’une histoire des sciences mathématiques en Belgique, Brüssel: Office de publicité, 1943 (60 Seiten)
- Théorie des involutions cycliques appartenant à une surface algébrique et applications, Rom: Ed. Cremonese 1963
- La géométrie différentielle des surfaces considérées dans l’espace réglé, Brüssel 1964